# پولارون

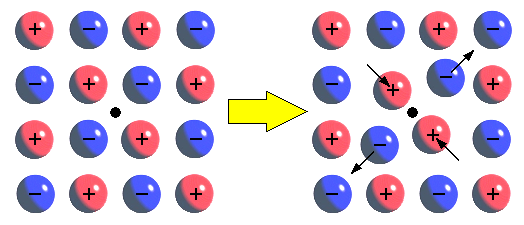
پولارون

پولارون یک شبه ذره است که در فیزیک ماده چگال برای درک برهمکنش بین الکترون‌ها و اتم‌ها در یک ماده جامد استفاده می‌شود. مفهوم پولارون توسط لو لانداو در سال 1933 و Solomon Pekar در سال 1946 برای توصیف الکترونی که در یک کریستال دی الکتریک حرکت می‌کند، ارائه شد که در آن اتم‌ها از موقعیت‌های متعادل خود خارج شده تا به‌طور مؤثر بار یک الکترون را که با نام ابر فونون شناخته شده‌است غربال کند. . این امر تحرک الکترون را کاهش می‌دهد و جرم مؤثر الکترون را افزایش می‌دهد.

## نظریه پولارون
طیف انرژی یک الکترون که در یک پتانسیل متناوب شبکه کریستالی صلب حرکت می‌کند، طیف بلوخ نامیده می‌شود. این طیف انرژی از نوارهای مجاز و باندهای ممنوع تشکیل شده‌است. الکترونی با انرژی درون یک باند مجاز به عنوان یک الکترون آزاد حرکت می‌کند اما جرم مؤثری دارد که با جرم الکترونی در خلاء متفاوت است. با این حال، یک شبکه کریستالی قابل تغییر شکل است و جابجایی اتم‌ها (یون‌ها) از موقعیت‌های تعادلی آن‌ها بر حسب فونون توصیف می‌شود. الکترون‌ها با این جابه‌جایی‌ها برهمکنش می‌کنند و این برهمکنش به نام جفت الکترون-فونون شناخته می‌شود. یک سناریوی ممکن که در مقاله اصلی سال ۱۹۳۳ توسط لو لانداو پیشنهاد شد شامل تولید یک نقص شبکه مانند یک مرکز F و به دام انداختن الکترون توسط این نقص است. سناریوی متفاوتی توسط Solomon Pekar ارائه شد که در آن، الکترون را با پلاریزاسیون شبکه (ابری از فونون‌های قطبی مجازی) می‌پوشاند. چنین الکترونی با تغییر شکل همراه، آزادانه در کریستال با افزایش جرم مؤثر حرکت می‌کند، پکار برای این حامل بار اصطلاح پولارون را ابداع کرد.